# Moerspuipolder
De Moerspuipolder is een langgerekte polder ten zuidoosten van Zuiddorpe, behorende tot de Canisvliet- en Moerspuipolders, in de Nederlandse provincie Zeeland. 
Het betreft een bedijking van een deel van het Moerspui, dat een deel van het vaarwater van Axel naar Gent vormde, maar in de 17e eeuw al was verland. Omstreeks 1595 werd het gebied geïnundeerd en op een hoog gelegen deel werd omstreeks 1599 het Fort Moerspui gebouwd. Dit fort kwam, na de inname van Hulst in 1645, in Staatse handen, maar bleef door het water omringd worden.
In 1766 werd octrooi aan Johan Ferdinand Thierens, gemachtigde van de eigenaren van een groot deel der Zuiddorpepolders, om de schorren in de Moerspui in te polderen. Deze behoorden voor het grootste deel tot het Land van Axel, en voor een klein deel tot het Waasland, dat deel uitmaakte van de Oostenrijkse Nederlanden.
In 1767 werd, ter hoogte van het Fort Sint-Joseph, het Moerspui afgedamd door middel van de Moerspuische Dijk (nu: Blijpolderse Weg). Aldus ontstond een internationale polder van 295 ha, waarvan 41 ha op Belgisch grondgebied. Een restant van het Moerspui is de Moerspuische Watergang, die tegenwoordig als uitwateringskanaal dienstdoet. Ze sluit aan op de Grote Kreek in het zuiden. Andere restanten van aftakkingen van het Moerspui zijn het Pereboomsgat in het zuidoosten, en de Sint-Elooiskreek in het westen.